# Eucharissa speciosa
Eucharissa speciosa är en stekelart som beskrevs av John Obadiah Westwood 1868. Eucharissa speciosa ingår i släktet Eucharissa och familjen Eucharitidae. Inga underarter finns listade i Catalogue of Life.